# Mi-8

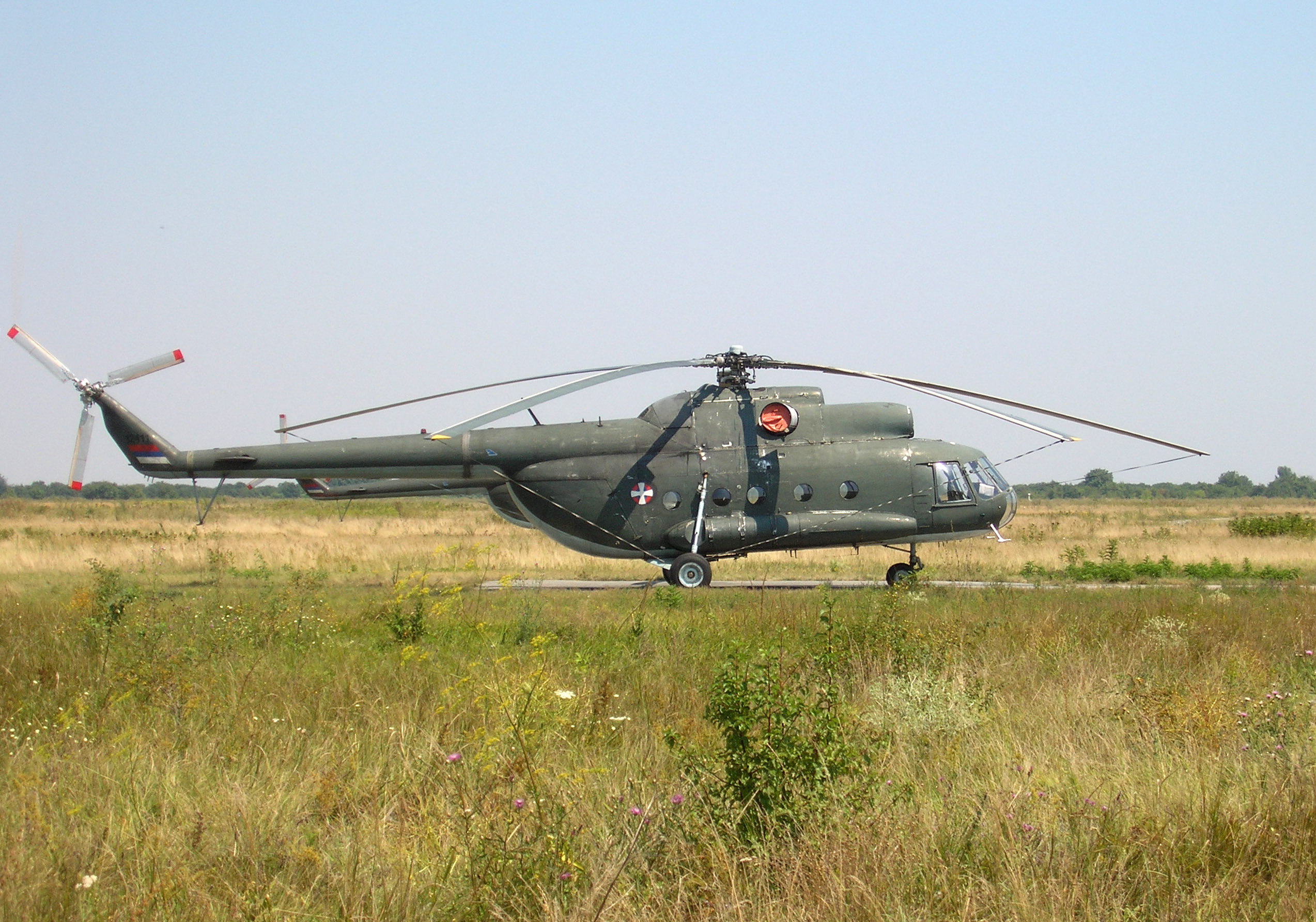
Mi-8T Sił Powietrznych Serbii

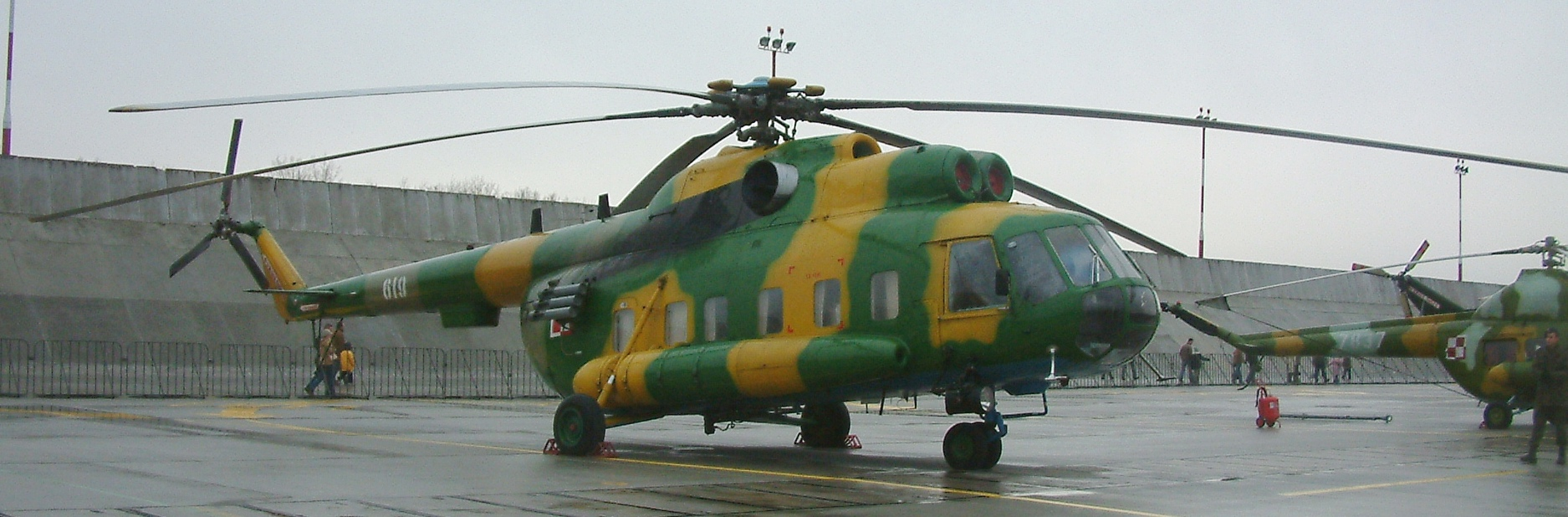
Mi-8S Sił Powietrznych RP

Mi-8 (ros. Ми-8, oznaczenie NATO „Hip”) – radziecki śmigłowiec wielozadaniowy zaprojektowany w biurze konstrukcyjnym Michaiła Mila. Późniejsze wersje otrzymywały również oznaczenia Mi-9, Mi-17, Mi-18, Mi-19, Mi-171 i Mi-172. Obecnie oznaczenia wszystkich maszyn z tej rodziny w Rosji ujednolicono do Mi-8. Na podstawie doświadczeń zebranych podczas projektowania i eksploatacji śmigłowców z rodziny Mi-8/Mi-17 powstały takie maszyny jak Mi-14 i Mi-24. Śmigłowców tej rodziny używały lub używa około 40 krajów. Zbudowano ponad 12 tysięcy sztuk, nadal w produkcji.

## Historia
Korzystając z doświadczeń zdobytych przy śmigłowcu Mi-4 postanowiono stworzyć nowy, średni śmigłowiec transportowy, który posiadałby również pewne możliwości bojowe. W ten sposób narodził się prototyp W-8. Pierwsza maszyna, wyposażona w jeden silnik AI-24W i czterołopatowy wirnik, wzniosła się po raz pierwszy w powietrze 9 lipca 1961, zaś drugi prototyp, już dwusilnikowy, oblatano 17 września 1962. 25 września został zaprezentowany oficjalnie przedstawicielom władz. W czerwcu 1965 został zaprezentowany na XXVI Międzynarodowym Salonie Lotniczym w Paryżu. Maszyny seryjne wyposażono w mocniejsze silniki TW2 i pięciołopatowy wirnik. Na początku lat siedemdziesiątych powstało amfibijne rozwinięcie Mi-8 nazwane Mi-14 oraz oparty na rozwiązaniach technicznych z Mi-8 śmigłowiec szturmowy Mi-24. Począwszy od 1981 w nowych maszynach zaczęto montować silniki o większej mocy TW-3, zmieniając jednocześnie oznaczenie na Mi-17. Cechą pozwalającą odróżnić na pierwszy rzut oka Mi-8 od Mi-17 jest położenie śmigła ogonowego po prawej (Mi-8) lub lewej (Mi-17) stronie belki. Obecnie w Rosji zmieniono oznaczenia i nazwę Mi-17 noszą jedynie wersje eksportowe Mi-8 z silnikami TW-3. Te same śmigłowce w służbie rosyjskiej oznaczone są jako Mi-8M. Część Mi-8 zostało zmodernizowanych do standardu Mi-17.

## Wersje

### Mi-8

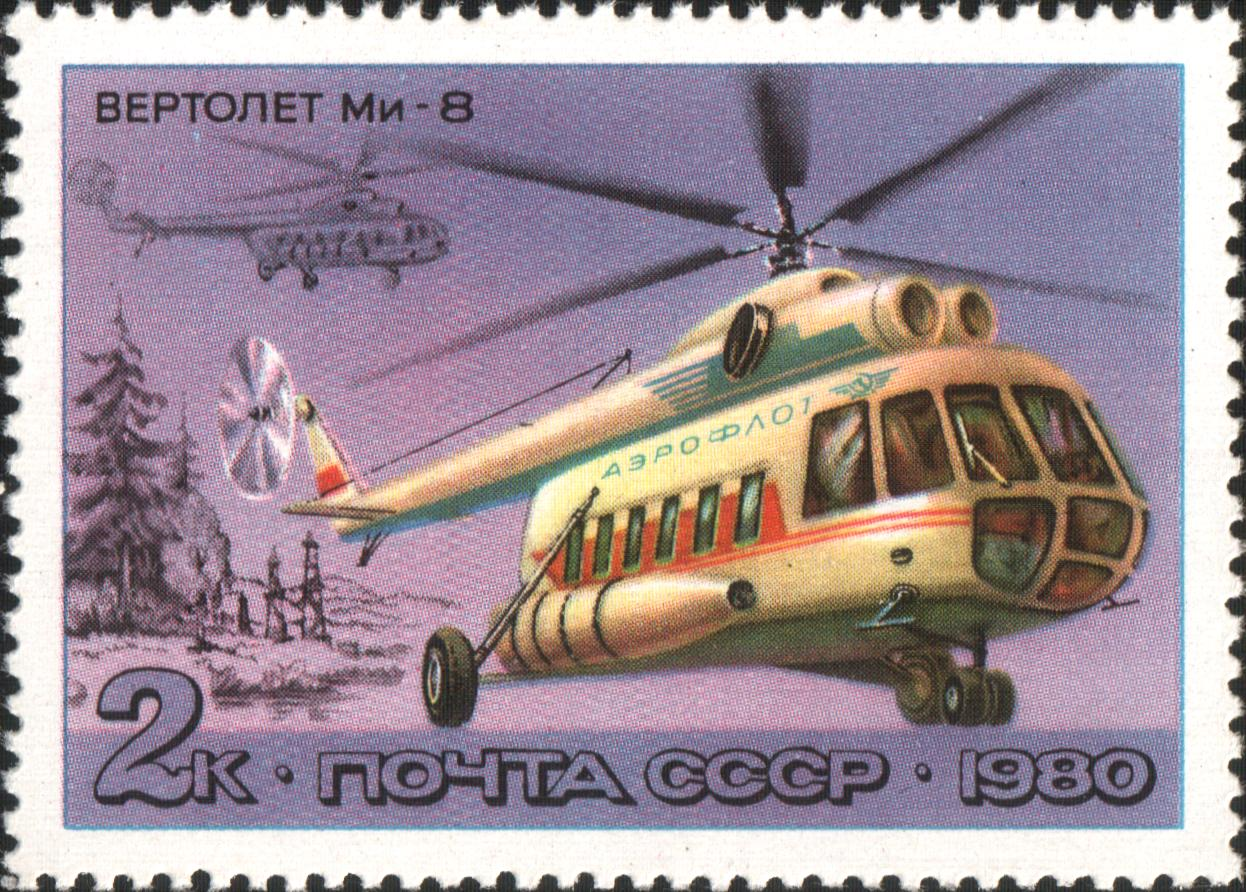
Mil Mi-8 radziecki znaczek pocztowy z 1980 r.

- Mi-8P – cywilna wersja pasażerska dla 28-32 osób, charakteryzująca się dużymi, kwadratowymi oknami
- Mi-8S (Salon) – kilka komfortowo urządzonych cywilnych wersji Mi-8 z kanapą, stołem dla 9-11 pasażerów
- Mi-8PS – wojskowy odpowiednik Mi-8S
- Mi-8APS – bardziej komfortowa wersja Mi-8PS, z dodatkowymi systemami łączności, używana jako śmigłowiec prezydencki w Rosji
- Mi-8T – oznaczenie zarówno cywilnej wersji transportowo-pasażerskiej, jak i wojskowej transportowej, mogącej również przewieźć 24 żołnierzy z pełnym ekwipunkiem
- Mi-8TP – wojskowa wersja Mi-8T wyposażona w dodatkowe systemy łączności
- Mi-8TW – uzbrojona wersja Mi-8T mogąca na czterech węzłach na belkach przenosić bomby, działka lub do 64 niekierowanych pocisków rakietowych S-5
- Mi-8TB – rozwinięcie Mi-8TW uzbrojone w ruchomy wkm 12,7 mm w nosie i uzbrojeniu przenoszonym na 6 węzłach na belkach (do 192 rakiet niekierowanych) oraz dodatkowo 4 pocisków przeciwpancernych montowanych na górnej powierzchni belek
- Mi-8TBK – wersja Mi-8TB powstała w NRD mogąca przenosić na węzłach sześć pocisków Malutka
- Mi-8TZ – wersja dostosowana do transportu paliwa
- Mi-8T(K) – Mi-8T służący jako maszyna rozpoznawcza i kierowania ogniem, mogąca przenosić skośne kamery
- Mi-8SKA – wersja zbliżona do Mi-8T(K)
- Mi-8K – wersja rozpoznania fotograficznego i kierowania ogniem, charakteryzuje się dużym oknem w tylnych wrotach dla pionowo ustawionej kamery.
- Mi-8R – wersja rozpoznawcza
- Mi-8AW – wersja do stawiania pól minowych
- Mi-8BT – wersja do niszczenia pól minowych
- Mi-8AT – rozwinięcie cywilnego Mi-8T z silnikami TV2-117AG i lepszą awioniką (nadal produkowany w Ułan Ude)
- Mi-8ATS – wersja rolnicza służąca do przeprowadzania oprysków
- Mi-8MT – latający dźwig, w miejscu tylnych wrót kabina operatora dźwigu; uwaga: identyczne oznaczenie nosi jedna z wersji Mi-17
- Mi-8 VIP – luksusowa wersja pasażerska dla 7–9 pasażerów produkowana obecnie w Kazaniu
- Mi-8TM – rozwinięcie cywilnego Mi-8T, różniące się między innymi lepszą awioniką
- Mi-8TG – cywilna wersja Mi-8T z silnikami TV2-117TG, które mogą być napędzane LPG; uwagę zwracają dodatkowe zbiorniki zmniejszające udźwig o 100–150 kg
- Mi-8WZPU – nieuzbrojona wersja dowodzenia, o charakterystycznych zbiornikach paliwa w kształcie prostopadłościanów
- Mi-9 – rozwinięcie Mi-8VZPU
- Mi-8SMW – wersja służąca do walki elektronicznej i patrolowania granic
- Mi-8PPA – wersja służąca do aktywnej walki elektronicznej i prowadzenia podsłuchu
- Mi-8AMTSz-WA – wersja przystosowana do działania w rejonach arktycznych. Maszyna została opracowana na bazie wersji Mi-8AMTSz-W. Napęd stanowią dwa silniki Klimow WK-2500-03 plus pomocniczy zespół napędowy T-14. Kabina załogi oraz kabina ładunkowa pokryta jest dodatkową izolacją termiczną. Zainstalowano instalacje grzewczą o większej mocy. Przewody instalacji hydraulicznej wykonano z teflonu. Do działań w niskich temperaturach przystosowano również instalację paliwową i olejową. Rozbudowano systemy pokładowe śmigłowca. Maszyna wyposażona jest w układ antykolizyjny, system łączności satelitarnej, szerokopasmową radiostację, cyfrowe mapy i układ nawigacji bezwładnościowej. Dzięki wyposażeniu ratowniczemu, pokładowej wciągarce, reflektorowi poszukiwawczemu i radionamiernikowi, śmigłowiec może brać udział w akcjach poszukiwawczo-ratowniczych. Załoga może wykonywać loty z wykorzystaniem okularowych wzmacniaczy obrazu[3].

### Mi-17

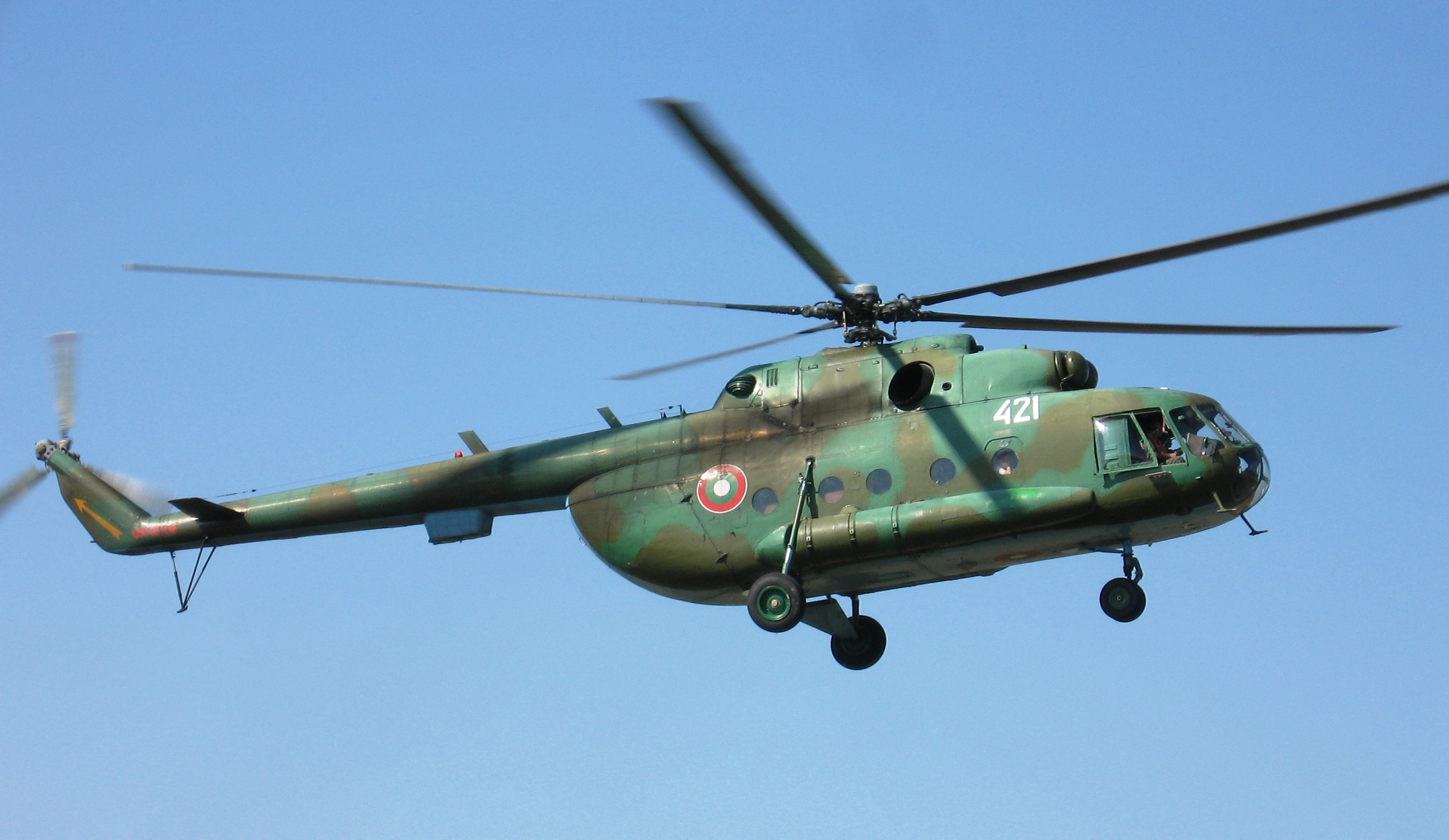
Mi-17 Sił Powietrznych Bułgarii

- Mi-17P – cywilna wersja dla 28 pasażerów
- Mi-17M lub Mi-8MT (oznaczenie Mi-8MT używane jest również w odniesieniu do dźwigu) – podstawowa wersja wojskowa, mogąca przewozić na dwóch belkach 40 niekierowanych pocisków S-8, sprzęt zakłócający, karabin maszynowy 7,62 mm i wkm 12,7 mm lub granatnik; występuje ponad 30 podwersji (np. Mi-8MTSh – stawiacz pól minowych, Mi-8MTPB – walki elektronicznej)
- Mi-8AMT – nieuzbrojona wojskowa wersja transportowa
- Mi-8MTW-1 – cywilna wersja z silnikami TW3-117WM o zwiększonym pułapie
- Mi-8MTW-2 – uzbrojona wersja Mi-8MTW-1
- Mi-17-1W – wersja eksportowa Mi-8MTW-2
- Mi-8N lub Mi-8MTO – wersja Mi-8MT przeznaczona do działań nocnych
- Mi-17N – wersja eksportowa Mi-8N
- Mi-17-1WA – latająca sala operacyjna
- Mi-8MTW-3 – cywilna wersja Mi-8MTW-1 między innymi o ulepszonej awionice, dostosowana do wymogów IATA, produkowana nadal w Kazaniu
- Mi-172 – wersja eksportowa, zamówiona między innymi przez Indie, Meksyk i Wietnam
- Mi-8MTW-5 – wersja transportowa Mi-8MTW-1 o hydraulicznie podnoszonej rampie z tyłu i poszerzonych drzwiach bocznych
- Mi-17-W5 – wersja eksportowa Mi-8MTW-5
- Mi-8MTW-7 – wersja wyposażona w silnik WK-2500
- Mi-17-W7 – wersja eksportowa Mi-8MTW-7
- Mi-17MD – eksportowa wersja Mi-8MTW-5 używana w Rwandzie
- Mi-17PI – wyglądająca jak cywilny Mi-17P wersja walki elektronicznej
- Mi-17PG – wyglądająca jak cywilny Mi-17P wersja walki elektronicznej
- Mi-17AMT – uzbrojona wersja eksportowa proponowana przez fabrykę w Ułan Ude Malezji
- Mi-8AMT – odpowiednik serii AMV produkowany w Ułan Ude, prace zarzucono ze względu na brak funduszy
- Mi-8AMTSz Terminator – uzbrojona wersja Mi-8AMT, Obecnie wchodzi na uzbrojenie armii Federacji Rosyjskiej
- Mi-171 – eksportowa wersja Mi-8AMT z zachodnią awioniką
- Mi-171Sz – eksportowa wersja Mi-8AMTSh z zachodnią awioniką
- Mi-17LL – latające laboratoria, między innymi do badania zanieczyszczeń atmosfery
- Mi-18 – dwie prototypowe maszyny przedłużone o 1 m, z dodatkowymi drzwiami z boku, mogące przewozić 30 pasażerów. To samo oznaczenie nosiły pierwotnie prototypy Mi-17
- Mi-19 – latające stanowisko dowodzenia podobne do Mi-9
- Mi-17Z-2 – czechosłowacka wersja walki elektronicznej

## Opis konstrukcji
Dwusilnikowy śmigłowiec o konstrukcji półskorupowej, wykonany z duraluminium w układzie Sikorskiego. Pięciołopatowy wirnik nośny, również wykonany z duraluminium. Z tyłu, pod belką ogonową, wrota ładunkowe, podwozie stałe, trzykołowe z kółkiem przednim. Załogę stanowią, zależnie od wersji, 2 lub 3 osoby. Śmigłowiec napędzają 2 silniki turbinowe TW2-117AG o mocy startowej 1119 kW każdy. Mi-8 jest pierwszym śmigłowcem Mila z autopilotem.
Standardowe uzbrojenie wersji Mi-8TW to cztery wyrzutnie UB-16-57UD po 16 rakiet niekierowanych S-5. Wersja Mi-8TB uzbrojona jest w karabin maszynowy A-12,7 kalibru 12,7 mm, sześć bloków UB-32 z rakietami niekierowanymi S-5 oraz 4 rakiety przeciwpancerne 9M17P Skorpion lub sześć 9M14 Malutka.

## W muzeach
- Muzeum Sił Powietrznych w Dęblinie – Mi-8T nr taktyczny 414 służył w 37 Pułku Śmigłowców Transportowych w Leźnicy Wielkiej, następnie pomoc dydaktyczna w TSWL Zamość, a po jego likwidacji w COSSTWL i CSIL Oleśnica
- Muzeum Lotnictwa Polskiego w Krakowie – Mi-8S nr seryjny 10620, numer taktyczny 620 w barwach 36 Specjalnego Pułku Lotnictwa transportowego[5]
- Muzeum Wojska Polskiego w Warszawie – Mi-8T nr taktyczny 0614, śmigłowiec służył w 37. Pułku Śmigłowców Transportowych z Łęczycy[e][6]